# Besler (Berg)

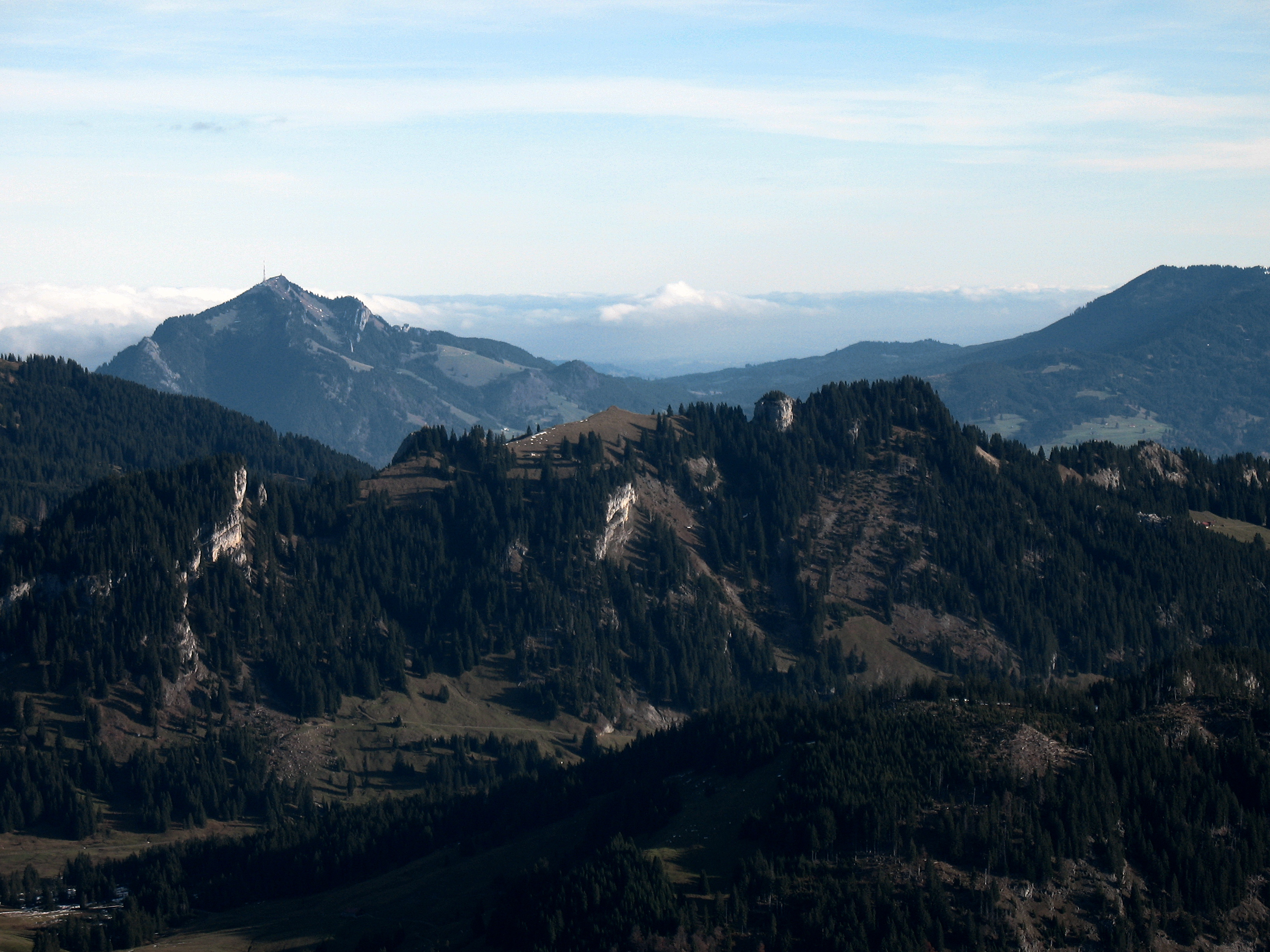
Besler von den Unteren Gottesackerwänden, dahinter Grünten und Wertacher Hörnle

Der Besler ist ein 1679 m ü. NHN hoher Berg in den Allgäuer Alpen.

## Lage und Umgebung
Der Besler befindet sich auf der südlichen Seite des Riedbergpasses, einer Passstraße im Landkreis Oberallgäu, die Obermaiselstein mit Balderschwang und weiter mit dem österreichischen Vorarlberg verbindet. Der Berg liegt zwischen dem Lochbachtal im Süden und dem Schönbergerachtal im Norden. Sein Bezugsgipfel (Line Parent) jenseits seiner Bezugsscharte ist das Riedberger Horn.
Der Besler hat neben dem Haupt- oder Ostgipfel noch einen als Beslerkopf bezeichneten Mittelgipfel (1655 m ü. NHN) und einen Westgipfel, den Schafkopf (1627 m ü. NHN). Außerdem wird eine unscheinbare Erhebung zwischen Besler und Beslerkopf als Beslergrat (1668 m ü. NHN) bezeichnet.

## Geologie
Der felsige Gipfel des Berges ragt in charakteristischer Weise („wie eine Mauer“) aus den umliegenden Bergwiesen hervor. Er besteht aus dem an der Oberfläche der Allgäuer Alpen weniger verbreiteten Sedimentgestein der Helvetischen Kreide. Aus diesem Gestein sind beispielsweise auch der Hohe Ifen, Teile des Grünten, der Diedamskopf im Bregenzerwald und der Säntis in der Ostschweiz aufgebaut. An der Besler Südseite befindet sich eine Karstlandschaft.

## Namensgebung
Der Name Besler soll auf einen Mann aus Basel zurückgehen. Dieser habe einstmals an diesem Berg mehrere Alpen angelegt.

## Besteigung
Mögliche Ausgangspunkte für eine Bergwanderung auf den Besler sind Obermaiselstein (859 m ü. NHN), Tiefenbach (880 m ü. NHN), Rohrmoos (1070 m ü. NHN) oder Grasgehren (1450 m ü. NHN) an der Riedbergpassstraße.
Die Tour ab Obermaiselstein führt an der in der Nähe gelegenen Sturmannshöhle vorbei, zu der ein Abstecher möglich ist. Auf dem Königsweg, einem nach König Max II. von Bayern benannten Jagdsteig, gelangt man zum Schwarzenberg Jagdhaus. Von dort führt der Weg weiter über die Obere Gundalpe über einen kurzen Klettersteig (Schwierigkeit A/B) zum Gipfel. Benötigt werden hierfür etwa drei Stunden.
Etwa dieselbe Zeit braucht man vom Oberstdorfer Ortsteil Tiefenbach aus. Hier führt der Weg über das Lochbachtal zum Besler. Von Rohrmoos aus hat man einen höheren Ausgangspunkt, muss aber zunächst vom Starzlachtal ins benachbart verlaufende Lochbachtal überwechseln. Der Zeitaufwand für den Aufstieg ist hier insgesamt mit etwa zweieinhalb Stunden anzusetzen.
Vom Riedbergpass muss zunächst zu der am nördlichen Beslerhang gelegenen Schönbergalpe (1345 m ü. NHN) abgestiegen werden. Der Zeitaufwand zum Gipfel beträgt insgesamt etwa eineinhalb Stunden.
Der Besler kann hinsichtlich Eis- und Schneeverhältnissen bereits ab Mitte bis Ende Mai gut bestiegen werden, wobei die südseitige Variante vom Lochbachtal her begünstigt ist. Im Frühsommer blüht am Berg eine Vielzahl von Bergblumenarten, wie beispielsweise Weiße Silberwurz, Enzian und Aurikel.